# Ullrich Scherf
Ullrich Scherf ist ein deutscher Makromolekularchemiker und Hochschullehrer an der Bergischen Universität Wuppertal.

## Leben
Ullrich Scherf schloss sein Chemie-Studium 1983 an der Friedrich-Schiller-Universität Jena mit dem Diplom ab. Die anschließende Promotion in der Polymerchemie (auch Makromolekulare Chemie) schloss er 1988 ab. Zwischenzeitlich befand er sich 1987 zu einem Forschungsaufenthalt an der Staatlichen Universität Tiflis. Anschließend arbeitete er bis 1989 als wissenschaftlicher Mitarbeiter am Institut für Tierphysiologie der Sächsischen Akademie der Wissenschaften unter Heinz Penzlin. 1990 bis 1992 war er als Stipendiat des Verbands der Chemischen Industrie am Max-Planck-Institut für Polymerforschung in Mainz unter Klaus Müllen tätig. Anschließend war er bis 2000 Leiter des Instituts. 1996 habilitierte sich Scherf an der Johannes-Gutenberg-Universität Mainz in der Organischen Chemie.
2000 wurde er Professor für Polymerchemie an der Universität Potsdam. 2002 nahm er eine Professur für Makromolekulare Chemie an der Bergischen Universität Wuppertal an. 2006 organisierte Scherf eine Sommerschule am Indian Institute of Science in Bangalore. 2010 wurde er geschäftsführender Leiter des Institut für Polymertechnologie an der Bergischen Universität. Seit 1999 erhielt er zudem vier weitere Rufe, die er jedoch nicht annahm.
2011 wurde Scherf in dem weltweiten Ranking Top 100 Material Scientists von Thomson Reuters auf Rang 26 geführt. 2012 wurde ein Projekt Scherfs zu Forschung an der Stabilität organischer Solarzellen, das er in Kooperation mit den Universitäten Tübingen, Würzburg und München durchführte, vom Bundesministerium für Bildung und Forschung zum Projekt des Monats ernannt.

## Auszeichnungen
- 1998: Meyer-Struckmann-Forschungspreis
- 2010: Odysseus-Preis
- 2011: Rang 26 in Top 100 Material Scientists[1]
- 2012: Projekt des Monats vom Bundesministerium für Bildung und Forschung